# Région du Kiischpelt
Région du Kiischpelt este o arie protejată (arie de protecție specială avifaunistică — SPA) din Luxemburg întinsă pe o suprafață de 6.289,04 ha, integral pe uscat.

## Localizare
Centrul sitului Région du Kiischpelt este situat la coordonatele 49°58′23″N 6°01′32″E / 49.9731°N 6.0255°E.

## Înființare
Situl Région du Kiischpelt a fost declarat arie de protecție specială avifaunistică în baza directivei 79/409 din 1979 referitoare la conservarea păsărilor sălbatice pentru a proteja 17 specii de animale.

## Biodiversitate
Situată în ecoregiunea continentală, aria protejată nu include niciun habitat protejat.
La baza desemnării sitului se află mai multe specii protejate de  păsări (17): uliu porumbar (Accipiter gentilis), pescăruș albastru (Alcedo atthis), fâsă de pădure (Anthus trivialis), cocoșul de mesteacăn (Bonasa bonasia), buha (Bubo bubo), caprimulg (Caprimulgus europaeus), barză neagră (Ciconia nigra), mierla de apă (Cinclus cinclus), corb (Corvus corax), ciocănitoare neagră (Dryocopus martius), ferestrașul mare (Mergus merganser), codobatură de munte (Motacilla cinerea), pițigoi moțat (Parus cristatus), viespar (Pernis apivorus), pitulice sfârâitoare (Phylloscopus sibilatrix), sitar de pădure (Scolopax rusticola), turturică (Streptopelia turtur).